# 鎶
鎶，是一種人工合成的化學元素，其化學符號为Cn，原子序數为112。鎶是一種放射性極強的超重元素及錒系後元素，所有同位素的半衰期都很短，非常不穩定，其最長壽的已知同位素为285Cn，半衰期為28秒。鎶不出現在自然界中，只能在實驗室內以粒子加速器人工合成。截至目前，科学家用不同的核反应共合成出了75个鎶原子。在元素周期表第七周期的超重元素中，除了114号元素鈇以外，112号元素鎶也是稳定岛中心的另一候选元素，例如282Cn的激发态有可能具有较长的半衰期。
在元素周期表中，鎶位於d區，是第7週期、第12族的成員。鎶和金的化学反应显示，它是一种極易挥发的金属，在標準狀況下可能是揮發性液體甚至氣體，並似乎具有惰性氣體的屬性，和同族的汞相似，完全具有12族中的最重元素的應有屬性。
计算显示，鎶的某些性質和第12族中較輕的同族元素鋅、鎘和汞有较大的差异。最显著的不同就是鎶會在失去7s電子層前先失去两个6d层的电子。因此，根据相对论效应，鎶會是一种过渡金属。通过计算，科学家还发现鎶能呈稳定的+4氧化态，而汞則仅能在极端条件下呈+4态，锌和镉则不能呈+4态。科學家也精確地預測了鎶从游离态到化合态所需的能量。
位於德国达姆施塔特重离子研究所（GSI），由西格･霍夫曼和维克托·尼诺夫领导的研究团队在1996年首次合成出鎶。其名稱得自提出日心说的波蘭天文学家尼古拉·哥白尼。

## 概论

### 超重元素的合成
超重元素的原子核是在两个不同大小的原子核的聚变中产生的。粗略地说，两个原子核的质量之差越大，两者就越有可能发生反应。由较重原子核组成的物质会作為靶子，被较轻原子核的粒子束轰击。两个原子核只能在距离足够近的时候，才能聚变成一个原子核。原子核都带正电荷，会因为静电排斥力而相互排斥，所以只有两个原子核的距离足够短时，强核力才能克服这个排斥力并发生聚变。粒子束因此被粒子加速器大大加速，以使这种排斥力与粒子束的速度相比变得微不足道。施加到粒子束上以加速它们的能量可以使它们的速度达到光速的十分之一。但是，如果施加太多能量，粒子束可能会分崩离析。
不过，只是靠得足够近不足以使两个原子核聚变：当两个原子核逼近彼此时，它们通常会融為一體约10−20秒，之後再分開（分開後的原子核不需要和先前相撞的原子核相同），而非形成单一的原子核。这是因为在尝试形成单个原子核的过程中，静电排斥力会撕开正在形成的原子核。每一对目标和粒子束的特征在于其截面，即两个原子核彼此接近时发生聚变的概率。这种聚变是量子效应的结果，其中原子核可通过量子穿隧效應克服静电排斥力。如果两个原子核可以在该阶段之后保持靠近，则多个核相互作用会导致能量的重新分配和平衡。
两个原子核聚变产生的原子核处于非常不稳定，被称为复合原子核的激发态。复合原子核为了达到更稳定的状态，可能会直接裂变，或是放出一些中子来带走激发能量。如果激发能量太小，无法放出中子，复合原子核就会放出γ射线来带走激发能量。这个过程会在原子核碰撞后的10−16秒发生，并创造出更稳定的原子核。原子核只有在10−14秒内不衰变，IUPAC/IUPAP联合工作小组才会认为它是化学元素。这个值大约是原子核得到它的外层电子，显示其化学性质所需的时间。

### 衰变和探测
粒子束穿过目标后，会到达下一个腔室——分离室。如果反应产生了新的原子核，它就会存在于这个粒子束中。在分离室中，新的原子核会从其它核素（原本的粒子束和其它反应产物）中分离，到达半导体探测器后停止。这时标记撞击探测器的确切位置、能量和到达时间。这个转移需要10−6秒的时间，因此原子核需要存在这么长的时间才能被检测到。若衰变發生，衰變的原子核被再次记录，并测量位置、衰变能量和衰变时间。
原子核的稳定性源自于强核力，但强核力的作用距离很短，随着原子核越来越大，强核力对最外层的核子（质子和中子）的影响减弱。同时，原子核会被质子之间，范围不受限制的静电排斥力撕裂。强核力提供的核结合能以线性增长，而静电排斥力则以原子序数的平方增长。后者增长更快，对重元素和超重元素而言变得越来越重要。超重元素理论预测及实际观测到的主要衰变方式，即α衰变和自发裂变都是这种排斥引起的。几乎所有会α衰变的核素都有超过210个核子，而主要通过自发裂变衰变的最轻核素有238个核子。有限位势垒在这两种衰变方式中抑制了原子核衰变，但原子核可以隧穿这个势垒，发生衰变。
放射性衰变中常产生α粒子是因为α粒子中的核子平均质量足够小，足以使α粒子有多余能量离开原子核。自发裂变则是由静电排斥力将原子核撕裂而致，会产生各种不同的产物。随着原子序数增加，自发裂变迅速变得重要：自发裂变的部分半衰期从92号元素铀到102号元素锘下降了23个数量级，从90号元素钍到100号元素镄下降了30个数量级。早期的液滴模型因此表明有约280个核子的原子核的裂变势垒会消失，因此自发裂变会立即发生。之后的核壳层模型表明有大约300个核子的原子核将形成一个稳定岛，其中的原子核不易发生自发裂变，而是会发生半衰期更长的α衰变。随后的研究发现预测存在的稳定岛可能比原先预期的更远，还发现长寿命锕系元素和稳定岛之间的原子核发生变形，获得额外的稳定性。对较轻的超重核素以及那些更接近稳定岛的核素的实验发现它们比先前预期的更难发生自发裂变，表明核壳层效应变得重要。
α衰变由发射出去的α粒子记录，在原子核衰变之前就能确定衰变产物。如果α衰变或连续的α衰变产生了已知的原子核，则可以很容易地确定反应的原始产物。因为连续的α衰变都会在同一个地方发生，所以通过确定衰变发生的位置，可以确定衰变彼此相关。已知的原子核可以通过它经历的衰变的特定特征来识别，例如衰变能量（或更具体地说，发射粒子的动能）。然而，自发裂变会产生各种分裂产物，因此无法从其分裂产物确定原始核素。

## 历史

### 发现
位於德国达姆施塔特重离子研究所（GSI），由西格·霍夫曼和维克托·尼诺夫领导的研究团队在1996年首次合成出鎶元素。他们在重离子加速器中用高速运行的70锌原子束轰击208铅目標體，获得一颗半衰期仅为0.24毫秒的277Cn原子（另一颗被击散）。制取该元素的核反应方程式为：
{\displaystyle \,_{30}^{70}\mathrm {Zn} +\,_{82}^{208}\mathrm {Pb} \,\to \,_{112}^{277}\mathrm {Cn} +\;_{0}^{1}\mathrm {n} \;}
2002年重离子研究所重复相同的实验，再次得到一个鎶原子。2004年，日本一家研究机构也合成出了两个鎶原子。

### 名称
国际纯化学与应用化学联盟（IUPAC）在经过长期验证后，于2009年6月正式承认第112号元素的合成，并随后邀请霍夫曼領導的团队为112号元素提出一个永久名称。2009年7月17日，该团队提议将112号元素命名为Copernicium，缩写Cp，以纪念著名天文学家哥白尼（Copernicus）。他们称，将其命名为Cp的原因，是由哥白尼所提出的日心说与化学中的原子结构（卢瑟福模型）有很多相似之处。
Cp这个名称當時未获得IUPAC的正式承认。IUPAC在此后6个月的时间内进行审议，听取科学界的意见，并于2010年1月公布审议的结果。2009年9月，《自然》雜誌上的一篇文章指出符号Cp曾用於镥元素（Lutetium）的旧称（Cassiopeium），现在在配位化学中亦用于指环戊二烯（茂，Cyclopentadiene）配位体。根据目前IUPAC对元素的命名规则，新元素的提议名称是不得与其他元素名称或符号重复的。考虑到上述情况，为了避免歧义，IUPAC已把提议中的符号Cp改为Cn（Copernicium）。
2010年2月19日，德国重离子研究所正式宣布，经国际纯粹与应用化学联合会确认，由该所人工合成的第112号化学元素从即日起获正式名称“Copernicium”，相应的元素符号为“Cn”。
在台湾，此元素之中文名稱由國立編譯館化學名詞審議委員會和中國化學會名詞委員會開會討論後決定命名為鎶。
中华人民共和国全国科学技术名词审定委员会于2012年1月确定了鎶（读音同“哥”）的简体中文名称，获国家语言文字工作委员会批准后进入国家规范用字。

## 同位素與核特性
| 同位素 | 半衰期  | 半衰期 | 衰变方式   | 发现年份 | 发现方法      |
| 同位素 | 数值    | 来源   | 衰变方式   | 发现年份 | 发现方法      |
| ------ | ------- | ------ | ---------- | -------- | ------------- |
| 277Cn  | 0.79 ms | [ 33 ] | α          | 1996年   | 208Pb(70Zn,n) |
| 281Cn  | 0.18 s  | [ 61 ] | α          | 2010年   | 285Fl(—,α)    |
| 282Cn  | 0.83 ms | [ 8 ]  | SF         | 2003年   | 290Lv(—,2α)   |
| 283Cn  | 3.81 s  | [ 8 ]  | α, SF, EC? | 2003年   | 287Fl(—,α)    |
| 284Cn  | 121 ms  | [ 62 ] | α, SF      | 2004年   | 288Fl(—,α)    |
| 285Cn  | 30 s    | [ 33 ] | α          | 1999年   | 289Fl(—,α)    |
| 285mCn | 15 s    | [ 33 ] | α          | 2012年   | 293mLv(—,2α)  |
| 286Cn  | 8.45 s  | [ 63 ] | SF         | 2016年   | 294Lv(—,2α)   |

目前已知的鎶同位素共有7個，質量數分別為277和281-286，此外鎶-285還有已知但未確認的亞穩態。鎶的同位素全部都具有極高的放射性，半衰期極短，非常不穩定，且較重的同位素大多比較輕的同位素來的穩定，其中最長壽的同位素為鎶-285，半衰期為28秒。除了鎶-285外，其他壽命較長的同位素有鎶-283（半衰期4秒）和未經證實的鎶-285m（15秒）及鎶-286（8.45秒），剩下的同位素半衰期皆短於1秒。大多數鎶同位素主要發生α衰變，有些則會發生自發裂變，此外鎶-283也有機率發生電子捕獲。
根據預測，更重的未發現同位素鎶-291和鎶-293可能具有相對極長的半衰期，長達數十年以上，因為理論上它們預計位於穩定島的中心附近，並且有機會在超新星的R-過程中生成，並在宇宙射線中檢測到，儘管它們的含量大約僅為鉛的10-12倍。

## 化學屬性

### 推算的化學屬性

#### 氧化態
鎶是6d系的最後一個過渡金屬，是元素週期表中12族最重的元素，位於鋅、鎘和汞下面。科學家預測，鎶與其他較輕的12族元素在屬性上有顯著差異。由於7s電子軌域的穩定加上相對論效應，6d軌域較不穩定性，因此Cn2+離子的電子排布很可能是[Rn]5f146d87s2，這和同族元素是不同的。在水溶液中，鎶很可能形成+2和+4氧化態，後者更穩定。在較輕的12族元素中，+2氧化態是最常見的，而只有汞能呈+4氧化態，但極少見。唯一一個已知的四價汞化合物（四氟化汞，HgF4）也只能在極端條件下存在。
類似的鎶化合物CnF4、CnO2預計將更加穩定。雙原子離子Hg2+
2中汞具有+1態，但是Cn2+
2離子預計將不穩定，甚至不存在。

### 實驗化學

#### 原子氣態
鎶有基態電子排布為[Rn]5f146d107s2，所以根據構造原理，鎶應該屬於週期表的12族。因此，它的屬性應表現為汞的較重同族元素，可與金等貴金屬形成二元化合物。鎶的化學實驗主要研究鎶在不同溫度下在金箔表面的吸附作用，從而計算出吸附焓值。由於7s軌域電子相對穩定，鎶表現出類似氡的屬性。實驗同時形成了汞和氡的放射性同位素，這使科學家能夠比較這些元素的吸附特性。
最初的化學實驗使用了238U(48Ca,3n)283Cn反應。實驗檢測到目標同位素的自發裂變，半衰期為5分鐘。分析數據表明，鎶的揮發性比汞高，並似乎具有惰性氣體的屬性。然而，由於未能確定283Cn同位素的發現，因此科學家對這些化學實驗結果是持著疑問的。2006年4月至5月，Flerov核研究實驗室和保羅謝爾研究所的聯合團隊在聯合核研究所進行了鈇的合成實驗：242Pu(48Ca,3n)287Fl，並在衰變產物中對283Cn進行研究。該實驗明確探測到兩個283Cn原子，並發現鎶和金會產生弱金屬-金屬鍵。這意味著鎶是具高揮發性的汞同類物，明確屬於12族。
2007年4月，科學家重復進行了這條反應，又合成了三個283Cn原子。該實驗證實了鎶的吸附特性，結果表示鎶完全具有12族中的最重元素的應有屬性。

## 外部連結
- 元素鎶在洛斯阿拉莫斯国家实验室的介紹（英文）
- —— 鎶（英文）
- 元素鎶在The Periodic Table of Videos（諾丁漢大學）的介紹（英文）
- 元素鎶在Peter van der Krogt elements site的介紹（英文）
- WebElements.com – 鎶（英文）